# Miltona (Minnesota)
Miltona – miasto w Stanach Zjednoczonych, w stanie Minnesota, w hrabstwie Douglas.